# Ouéllah
Ouéllah je selo na otoku Grande Comore na Komorima. To je 23. grad po veličini na Komorima i 6. na Grande Comoreu.